# Åsa Westlund
Åsa Westlund (født 19. maj 1976) er siden 2004 svensk medlem af Europa-Parlamentet, valgt for Socialdemokraterne (Sverige) (indgår i parlamentsgruppen S&D).